# Ebba Östenson
Ebba Hilda Maria Östenson, född von Bonsdorff 27 maj 1894 i Tammerfors, död 23 augusti 1988 i Helsingfors, var en finländsk politiker. Hon var dotter till Carl von Bonsdorff.
Östenson blev filosofie magister 1919 och var verksam som språkgranskare vid bokförlaget Söderström & Co i Helsingfors 1917–1947. Hon var representant för Svenska folkpartiet i Finlands riksdag 1933–1936 och 1939–1954, där hon bland annat arbetade för att förbättra kvinnornas yrkesutbildning. Hon var bland annat ordförande i Finlands svenska Marthaförbund 1948–1964.